# Santa Maria d'Arenys
Santa Maria d'Arenys és una església del municipi d'Arenys de Mar que pertany al Bisbat de Girona. Es troba al centre de la població, prop de la Rambla o Riera d'Arenys. Va néixer com una secessió de la parròquia de Sant Martí d'Arenys (Arenys de Munt) l'any 1575, encara que no fou independent del tot fins al 1781. Va ser consagrada el 28 de juliol de 1686 i posada sota el patronatge de la Mare de Déu Assumpta, la imatge de la qual presideix el retaule de l'altar major. És una obra declarada bé cultural d'interès nacional.

## Descripció exterior
L'església de Santa Maria d'Arenys de Mar, edifici d'una sola nau amb capelles laterals, és una barreja curiosa d'estils. L'estructura dels murs és renaixentista ("a la romana"), però la coberta de la nau i de les capelles és de volta ogival, gòtica, com era molt freqüent a l'època. La façana barroca amb coronament mixtilini és centrada per la portada, pròpia d'un barroc tardà emmarcada per columnes de fust llis i per decoració de caràcter rococó. És obra del 1755 del mestre Fortià Anglada. Entre 1777 i 1789 es feu una ampliació lateral a manera de creuer i es construí la capella dels Dolors, segons projecte de l'arquitecte Joan Mas i sota la direcció de Joan Olivé. A mitjan segle xix, es construí la capella del Santíssim. La façana és flanquejada pel campanar de planta quadrada que esdevé octogonal i que és c oronat per un templet afegit el 1911, i, a l'altre costat, pel comunidor, amb coberta inclinada de ceràmica vidriada.

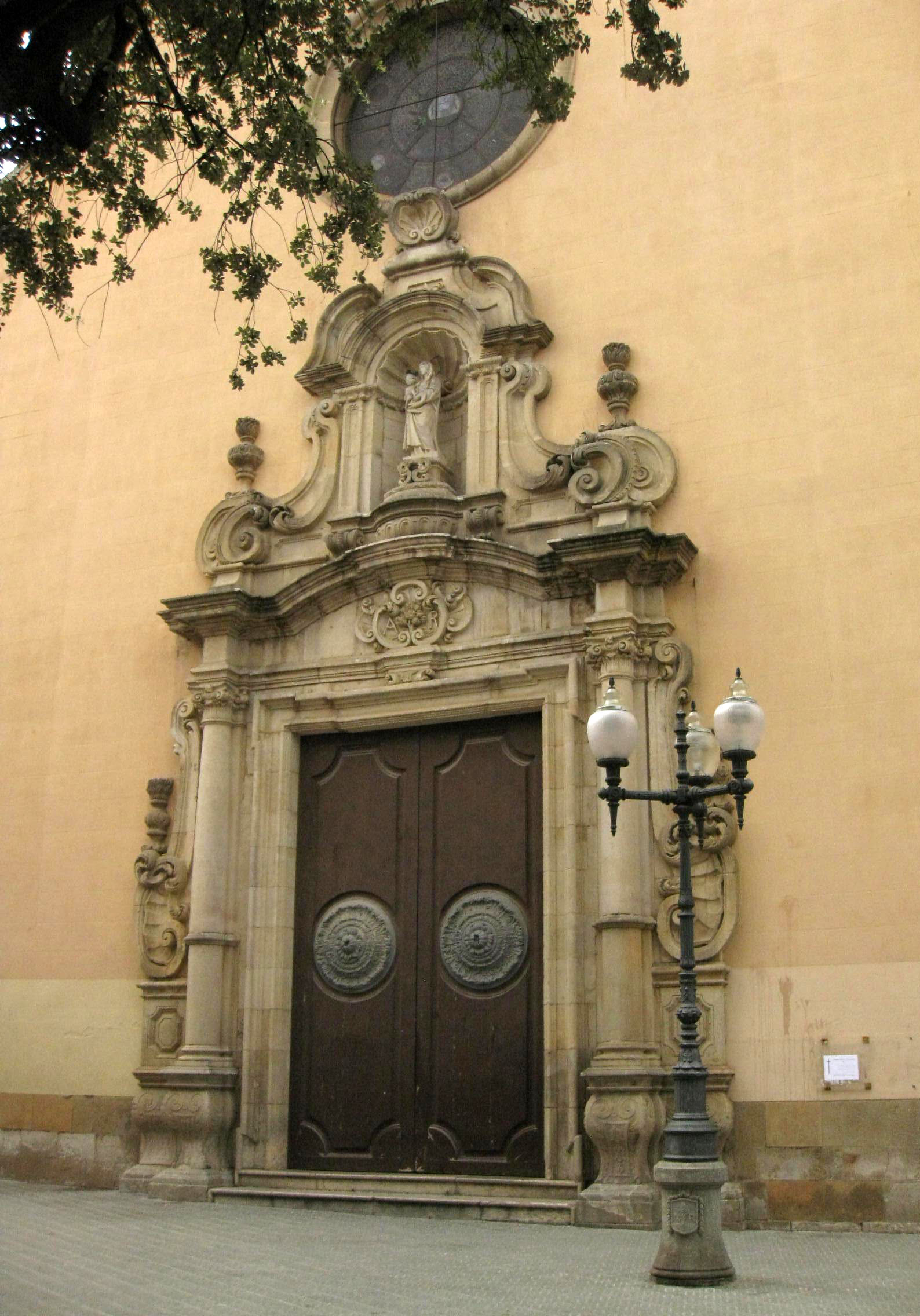
Portalada barroca

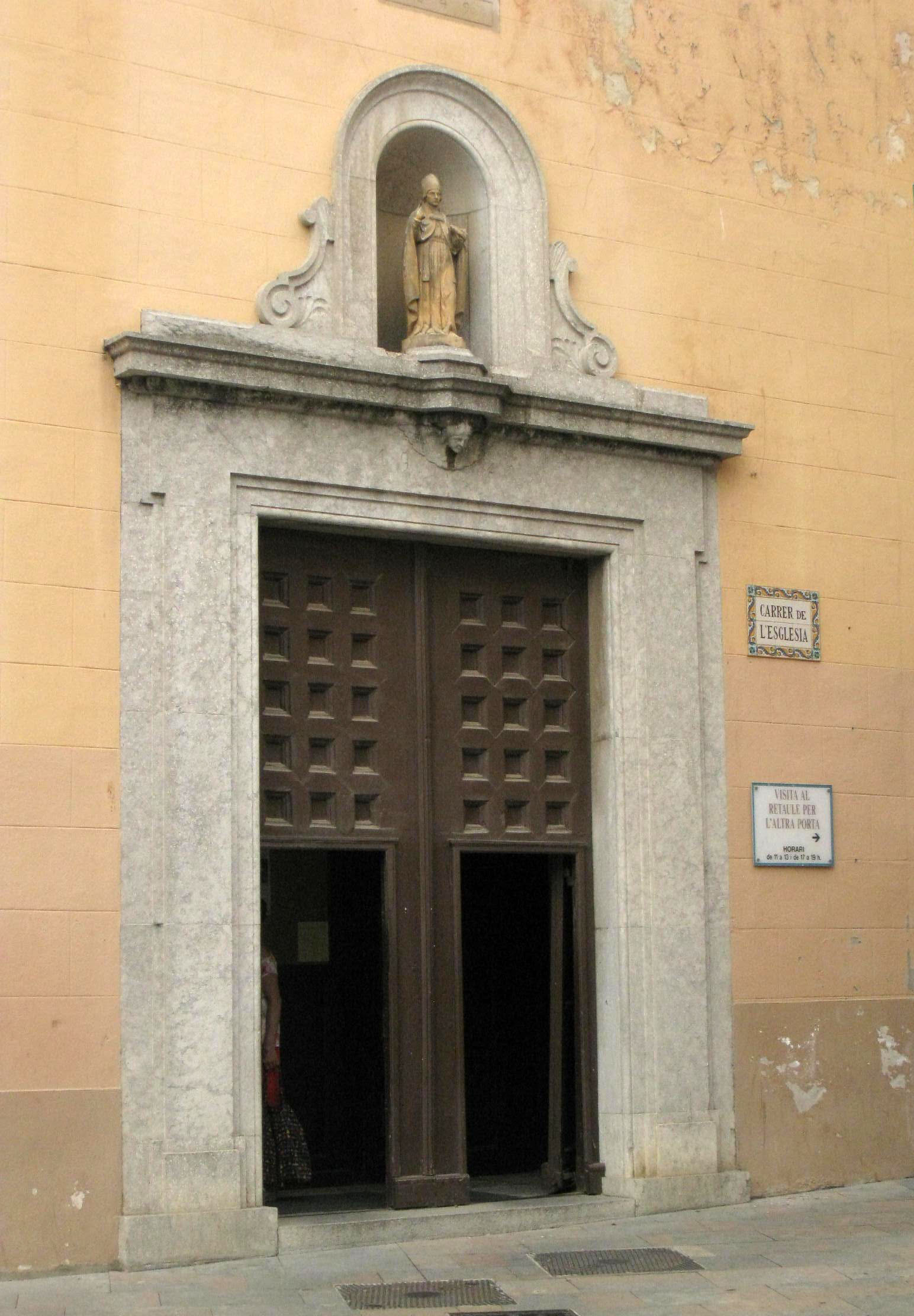
El portal xic

### La façana
A partir de 1755, sota la direcció del mestre d'obres vigatà Fortià Anglada, es va allargar la nau de l'església i es va aixecar una nova façana. És declarada monument historicoartístic de caràcter nacional per un Decret del 1976.
Hi destaca la notable portalada barroca, amb obertura rectangular flanquejada per columnes compostes que sostenen un entaulament mixtilini. Damunt la llinda hi esculpit l'escut de la vila. Corona la composició una fornícula, envoltada de volutes barroques, amb una imatge de la Mare de Déu.
La rosassa es col·locà el 1757 aprofitant les dovelles de l'antiga. L'actual, del 1893, és de vidres de colors amb l'escut d'Arenys al mig, envoltat dels símbols dels evangelistes, tal com va voler Joan Roura i Preses, el benefactor que la va pagar. Darrerament ha estat restaurada.

### El portal xic
En el lateral de l'església, al carrer de l'Església hi ha el portal xic. De dimensions bastant més reduïdes que la portalada principal, damunt la llinda hi ha una fornícula amb una imatge de sant Elm (la capella que es trobava abans en aquest lloc estava dedicada a aquest sant). La imatge fou costejada per Josep Pons i Vilà. El portal xic també varià el seu lloc amb les ampliacions del temple.

### Campanar
El campanar és de base quadrada i vuitavat a partir de la segona planta. A començament del segle xx s'hi sobreposà una torratxeta d'estil indefinit per a la campana major, on destaquen els pinacles del terradet i el cercle d'esveltes pilastres que sostenen una exòtica cúpula acampanada sobre un entaulament classicista. El 1618 s'hi col·locà un rellotge de sol, substituït el 1636 per un de corda.
L'any 1633, el mestre Calsa de Barcelona, construí dues campanes, la grossa i la dels quarts. Els treballs de foneria els realitzà a Arenys de Mar amb coure de Roses i estany de Barcelona i Mataró. La campana de les hores (o del sometent), és sostinguda per uns ferros que són una meravella del forjat, rematats amb uns caps humans impressionants.
Les despeses, incloent-hi el transport, els motlles i la llicència del Bisbat de Girona per a la benedicció arribaren a 416 lliures, 1 sou i 8 diners. Les campanes es van fondre i refer en diverses ocasions.

### Bandereta
Al campanar de Santa Maria d'Arenys, hi oneja la Bandereta. A la Bandereta, que es renova el primer diumenge de maig de cada any, hi ha pintat l'escut d'Arenys de Mar (un aranyoner damunt del mar), dos xiprers i una creu (en commemoració de la separació civil de Santa Maria d'Arenys respecte de Sant Martí d'Arenys). A una banda de l'aranyoner hi ha una A, i a l'altra una R (que representen l'escut de la vila). Els dos xiprers amb la creu al mig representen l'escut de sant Elm (patró de pescadors, mariners i navegants).
Des de temps molt antics, al cim del Turó de la Pietat (on actualment hi ha el Cementiri de Sinera) hi havia un pal on onejava una bandera blanca que indicava la direcció del vent als pescadors. Quan el 1599 les viles es van separar, els prohoms de la vila es reuniren i acordaren de col·locar la Bandereta al terradet del campanar. Segons la llegenda, les noies que es volien casar al cap de l'any donaven tres voltes al terrat amb la bandera abans d'hissar-la.

### Comunidor
El comunidor, acabat el 1631, és una peça destacable del conjunt arquitectònic. Adaptat sobre el que foren les sales de juntes de la Insigne Comunitat de Preveres i el seu arxiu, ofereix una silueta inconfusible que, potser, és una de les parts més característiques i originals d'aquest monument. Antigament, quan s'apropava una tempesta tocaven les campanes i el rector hi sortia a llegir el breviari amb frases en llatí per conjurar la tempesta.

## Descripció interior
L'element més destacat de l'església i que justifica la seva declaració com a monument és, però, el retaule major, obrat entre 1706 i 1711 per l'escultor vigatà Pau Costa, i que amb el retaule de Santa Maria de Cadaqués (obrat pel mateix Costa) i el del Miracle de Riner, és un dels retaules barrocs conservats més importants de Catalunya. El retaule és col·locat sobre un bastiment renaixentista, obra (1636) de l'escultor local Antoni Joan Riera, i fou policromat i daurat el 1711-12 per Erasme Vinyals, daurador de Barcelona, i el seu fill Fèlix. El retaule presenta de manera compartimentada i didàctica, deutora encara de l'estructuració narrativa del gòtic i el renaixement, escenes de la vida de la Mare de Déu (la Visitació, l'Adoració dels Mags, la Presentació de la Mare de Déu i la Nativitat), inspirades en gravats del pintor italià Carlo Maratta. Als extrems hi ha quatre fornícules, dues per banda, amb imatges de sants de devoció popular (sant Josep, sant Francesc de Paula, sant Pere i sant Pau). Al centre, de dalt a baix, les imatges del Pare Etern, de sant Zenó, patró de la vila, i dins el seu cambril la Mare de Déu que segueix models italians. Els diferents cossos són separats per columnes cilíndriques revestides de gruixudes garlandes enroscades en hèlix, de marcat accent decorativista.

### Pica baptismal

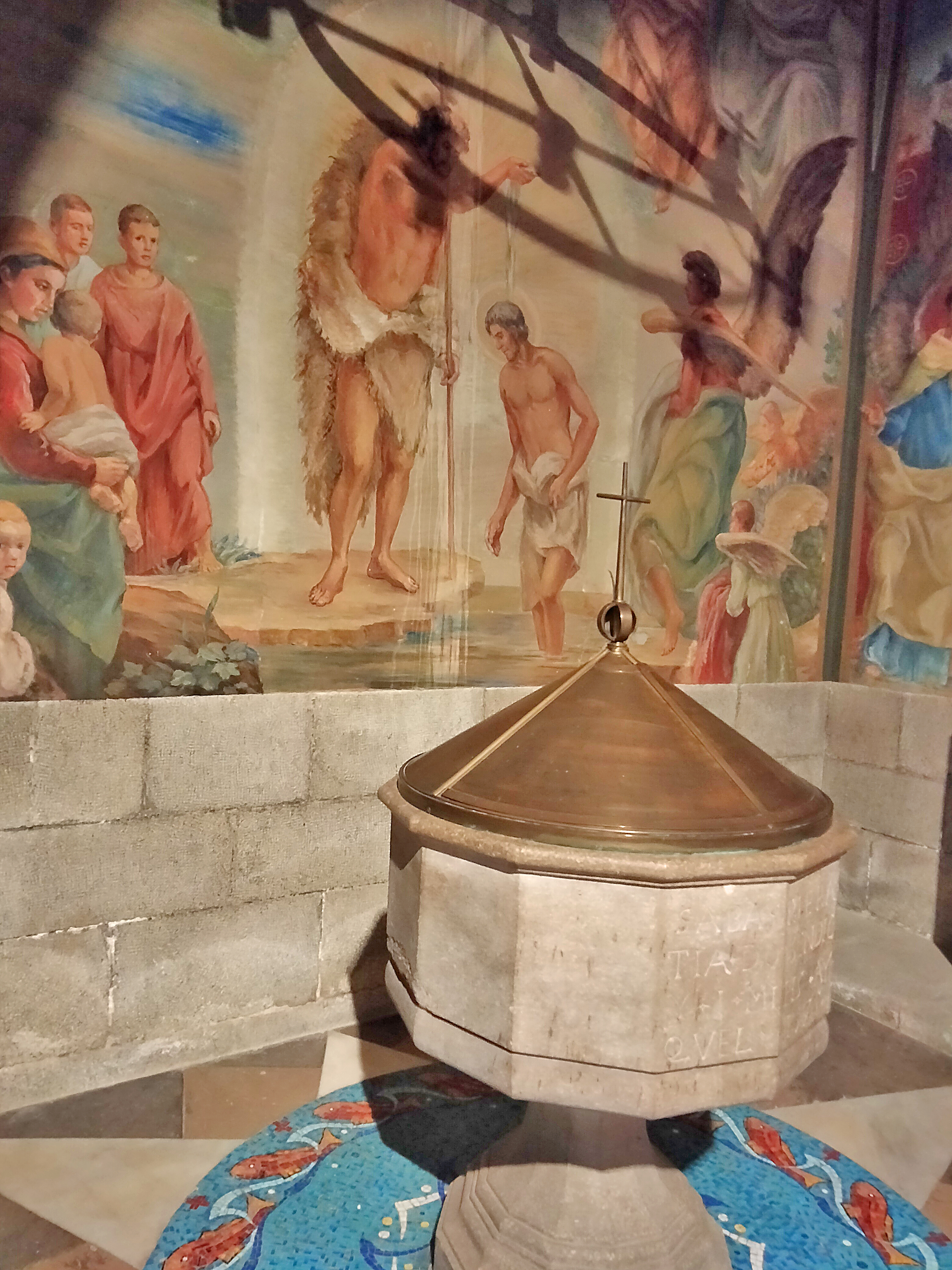
Baptisteri, amb pintures de Josep Obiols

La pica baptismal, del 1575, és procedent de la primera església que hi hagué a Arenys de Mar. Hi ha la inscripció: "Sebastià Doy i Miquel Riera - Sendichs". Aquests dos síndics elegits el 1574 són els que van demanar llicència al bisbe de Girona per bastir l'església actual. La primera inscripció al llibre de baptismes (1 de gener de 1576) s'obre amb la partida d'Elvira Fortuny. I la primera sepultura al cementiri de la sagrera de la plaça de l'Església (26 de setembre de 1576) s'obrí també amb Elvira Fortuny.

### Retaule major

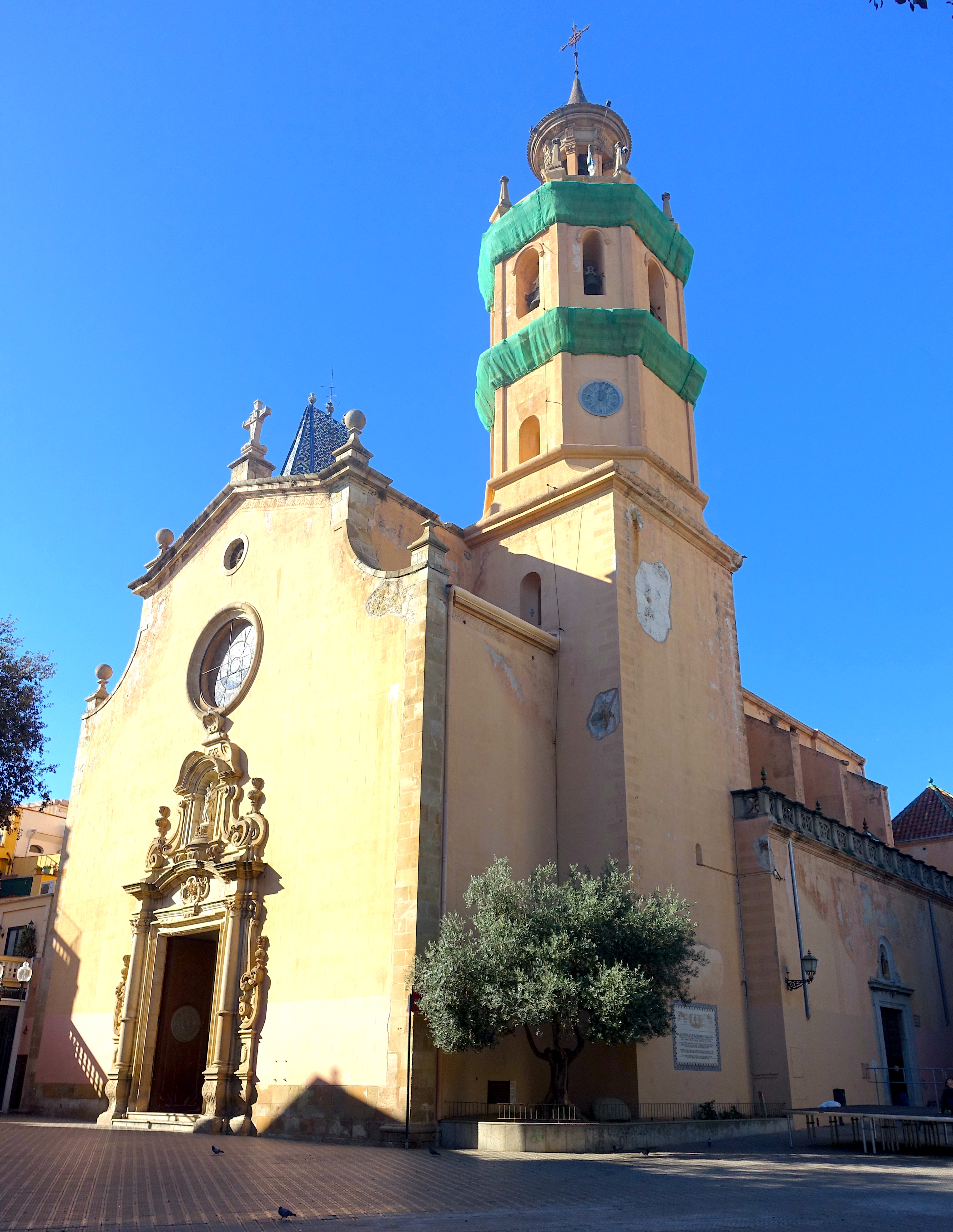

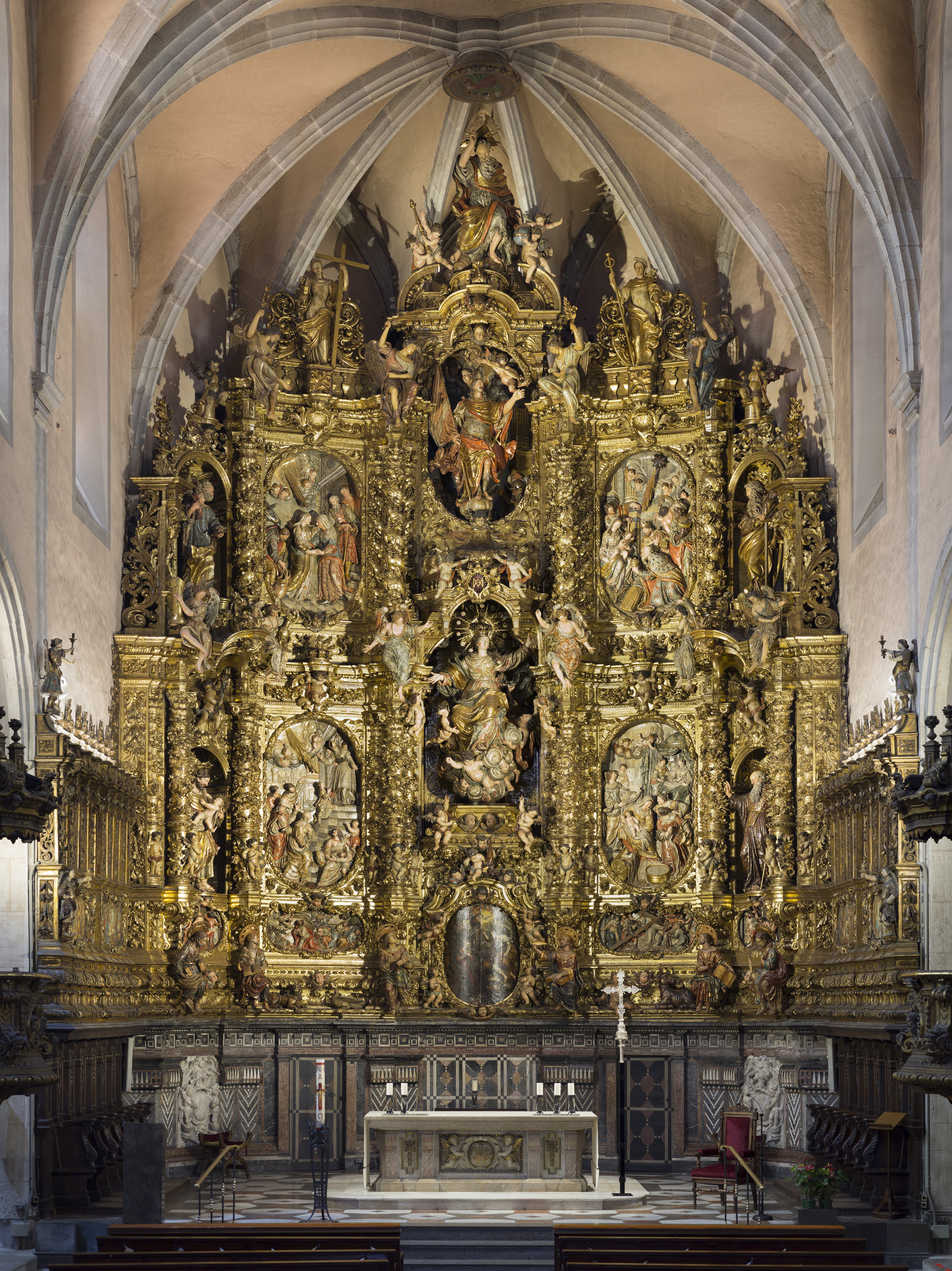
Retaule Major de Santa Maria d'Arenys de Mar, un cop restaurat

L'element més destacat de l'Església Parroquial de Santa Maria d'Arenys, que justifica la seva declaració com a monument és, sens dubte, el retaule major, una de les millors obres del barroc català.
El 1636, l'escultor Antoni-Joan Riera, fill d'Arenys de Mar, recentment tornat del regne de Castella, on havia treballat molts anys com escultor i arquitecte, projectà el basament per al retaule major, amb motius geomètrics, emprant jaspi de Tortosa, i hi afegí dos bells relleus amb, l'escut de la vila esculpit en marbre. Durant molts anys, la universitat (ajuntament) i els obrers de la vila intentaren de tirar endavant la construcció del retaule, que resultava una obra inacabable.
Al tombant del segle xviii, Arenys de Mar és una de les localitats més florents de la costa. El 1706 s'ho va emprendre pel seu compte la poderosa Comunitat de Preveres de Santa Maria d'Arenys, la qual es concertà amb l'escultor de Vic, Pau Costa, i es desmuntà la part de retaule construïda anteriorment. Es pactà davant notari, que per un preu de 600 doblers barcelonins el retaule estaria acabat abans de 1714.
Així, de 1706 a 1711, en plena guerra de Successió, es construeix el retaule major, una de les joies del barroc català. Obra de l'escultor de Vic, Pau Costa, és dedicat a l'Assumpció de la Mare de Déu. Fou costejat en gran part pel poble, i va ser daurat amb fines làmines d'or, i després policromat pels mestres barcelonins, Erasme i Fèlix Viñals. La peça mostra diversos passatge de la vida de Maria, envoltats de sants i àngels. I en un lloc preeminent hi ha sant Zenó, sant patró d'Arenys de Mar.
Pau Costa es va inspirar, tant en la imatge de l'Assumpció de Maria com en els relleus de la Nativitat, la Presentació, la Visitació i l'Epifania, en gravats del pintor pontifici Carlo Maratta. Un dels mèrits a favor de Pau Costa és d'haver aprofitat dignament el basament preexistent del retaule. I és que l'austeritat renaixentista d'Antoni-Joan Riera lliga perfectament amb el retaule de Pau Costa.
El 2015 el retaule va ser restaurat, en una actuació que va ser dirigida per l'equip del Centre de Restauració de Béns Mobles de Catalunya (CRBMC), gestionat per l'Agència Catalana del Patrimoni Cultural, que supervisa el retaule des de l'any 1982, i ha estat finançada pel Departament de Cultura a través de diverses subvencions, per l'Ajuntament d'Arenys de Mar i pel Bisbat de Girona.

## Història

### Context
Fins al segle xvi, Arenys de Mar era el barri de ribera d'Arenys de Munt. De fet, a finals del segle xiv, el veïnat de mar ja constituïa una comunitat diferenciada de la de Sant Martí d'Arenys, i com que les seves necessitats també eren diferents, hi naixé el desig de regir-se pel seu compte. En aquell temps, les poblacions anaven lligades al terme de cada parròquia, de manera que, per independitzar-se, havien de tenir una església pròpia.
Així és com, els de la ribera, sol·licitaren el permís per bastir una església parroquial, adduint la problemàtica de la llunyania respecte de Sant Martí d'Arenys i, també, la dificultat de desplaçar-s'hi per la llera de la riera d'Arenys, una via difícil de transitar quan plovia. D'altra banda, argumentaren raons com ara el perill sovintejat que representava la pirateria, cosa que els impedia allunyar-se del poblat per tal d'estar alerta constantment.
L'11 de juliol de 1574 convocaren, a tocs de campana, els caps de casa de la ribera de mar. Presidida pel batlle (d'Arenys de Munt i d'Arenys de Mar), Pere Antic Tries, l'assemblea reunida a la torre de defensa de la platja (coneguda com La Fortalesa), acordà, entre altres qüestions, de demanar permís per bastir una església parroquial. Era el primer cop que es reunia la universitat amb només els homes del barri marítim (amb el consentiment del governador general del Vescomtat de Cabrera). Després, els síndics elegits, presidits pel batlle natural, transmeten la sol·licitud al bisbe de Girona, fra Benet de Tocco, el qual es desplaçà fins a Sant Martí, on comprovà que la riera era un torrent que discorre quan plou, que el poblament havia augmentat considerablement (ja hi havia 140 cases) i que, per tant, les pretensions dels arenyencs de la ribera eren acceptables.

### Construcció
El 18 de març de 1575, el bisbe fra Benet de Tocco donà llicència per bastir una església al veïnat de mar, qui es faria càrrec de les despeses, amb fonts baptismals, cementiri i tabernacle. Amb tot, el rector havia de ser el de la parròquia matriu de Sant Martí, amb potestat per nomenar un vicari que residiria al barri de la ribera.

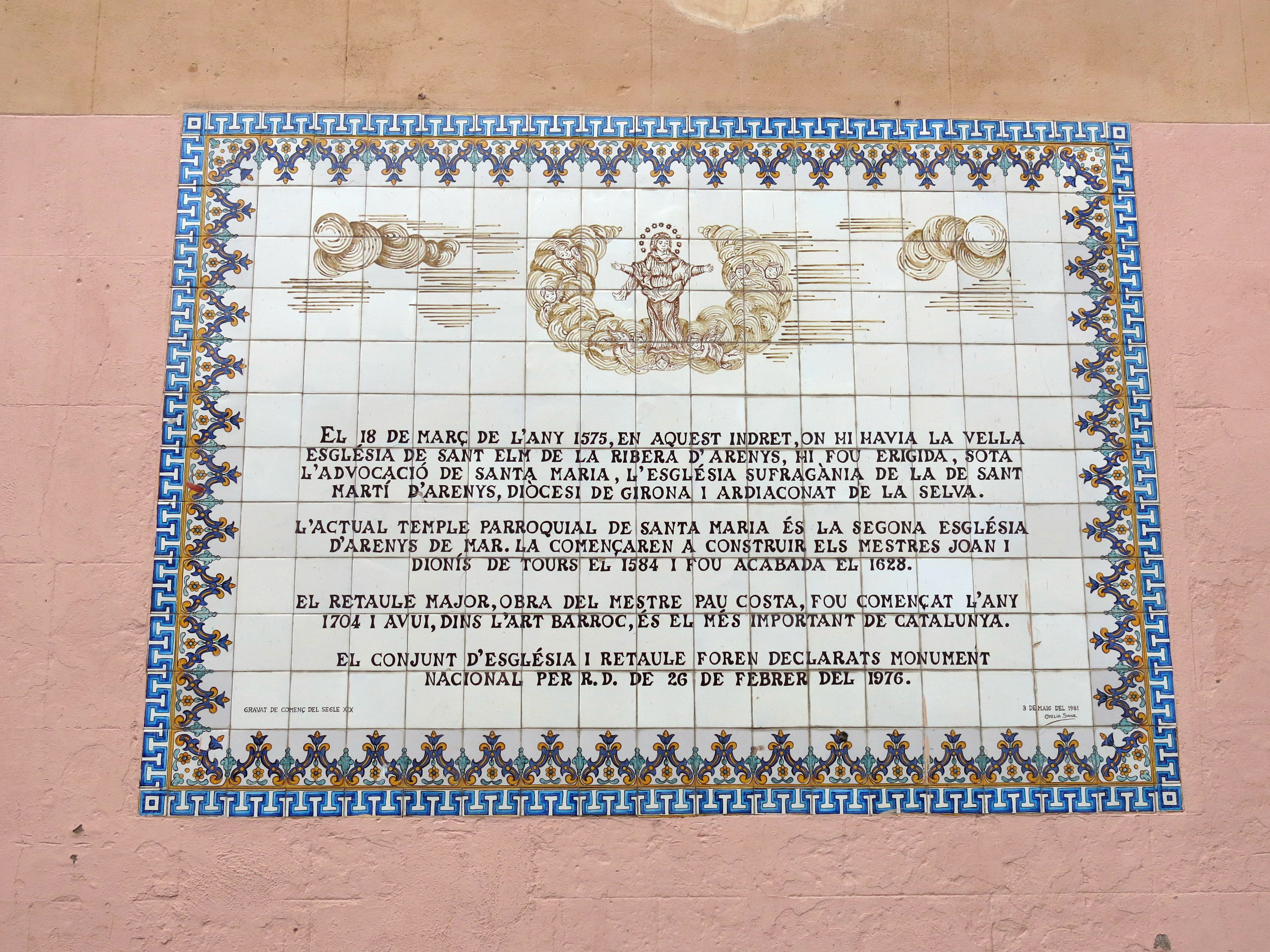
Plafó ceràmic on es resumeix la història de l'església

Es bastí la nova església, dedicada a Santa Maria, tot aprofitant i ampliant la capella de sant Elm. Cal dir que la nova església, que naixia com a sufragània de la de Sant Martí, en dependria fins al 1781 (encara que els municipis se separaren civilment amb la sentència arbitral del Vescomte de Cabrera el 1599). En realitat no se sap del cert si el temple es construí al costat de la capella dedicada a sant Elm (tal com indicà el bisbe), o es bastí al voltant de l'antiga capella, tal com acostumava a fer-se en aquella època.
Així doncs, aquesta és la segona església parroquial d'Arenys de Mar, començada a construir el 1584 pel mestre Joan de Tours, i acabada pels seus fills Joan i Dionís Torres l'any 1628. En el contracte es pactà la construcció en l'estil renaixentista anomenat aleshores a la romana, si bé la coberta, tant de la nau com de les capelles, seguí encara l'estil gòtic.
A més, s'hi dona la curiosa peculiaritat que les nervadures de les voltes gòtiques arrenquen de mènsules del més pur ordre dòric. Aquesta diversitat entre la construcció renaixentista dels panys de paret i les motllures i la gòtica de claus de volta, arcs i nervadures no provoca la contradicció detonant que caldria esperar d'un acoblament d'estils tan divergents, sinó que mostren un bellíssim apariament.
Bon punt fou enllestida l'obra de l'església, es derrocà l'antiga capella que havia fet de temple parroquial i que havia estat dins de l'església nova. Llavors es feu el trasllat del Santíssim i les fonts baptismals. Entre el 1636 i el 1638, el prestigiós escultor arenyenc Antoni-Joan Riera projecta l'altar major d'estil renaixentista, amb motius geomètrics, on destaca l'escut d'Arenys en marbre blanc. Tanmateix, un cop acabat el sòcol, els treballs queden interromputs. El 1646 s'hi instal·là l'orgue.

### Ampliacions
L'any 1755, el Temple fou allargat per la banda davantera i s'hi construí un nou portal, ja d'estil barroc, pel mestre Fortià Anglada. Del 1777 fins al 1789 s'hi feren eixamplaments laterals a manera de creuer, la supressió de les sagristies de les dues bandes del presbiteri i una nova ampliació darrere l'absis, dirigint l'obra l'arquitecte Joan Mas.

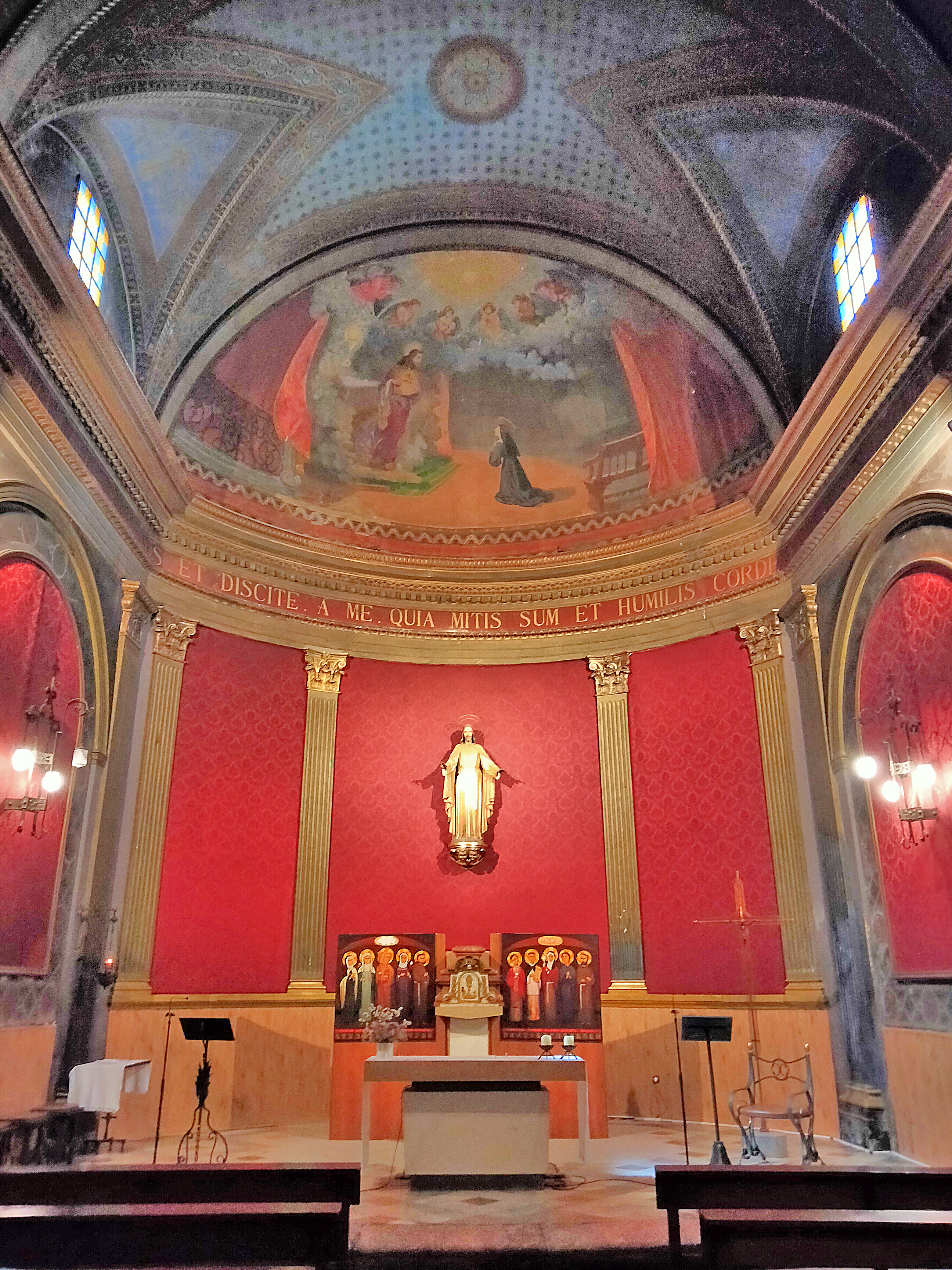
Capella del Santíssim Sagrament

No es consumà, però, tot el projecte, ja que a la banda esquerra no començà sinó a continuació de la capella del Roser -avui de la Mercè- i es prescindí d'un cimbori en forma de mitja taronja, inclòs en el plànol. Poc després s'acaba la capella que era autònoma i pròpia de la seva Congregació. A mitjan segle xix es construí la capella del Santíssim Sagrament.

### Consagració
El 28 de juliol de 1686 el bisbe de Vic, fill d'Arenys de Mar, Antoni Pascual, consagrà el Temple. La crònica diu que: 
"Tan bon punt apuntava l'alba aquell 28 de juliol, ja una multitud de veïns sortien de casa i es dirigien al Temple. A les 6 del matí, precedits de músiques i d'aclamacions, entraven a l'església els Obrers de la Parròquia, el Gremi de Mariners, la guarda de la Torre de Mar, les administracions, les clergues de la vila i els de Sant Martí d'Arenys, els bisbes de Vic i de Girona i, tancant la comitiva, els Jurats vestits de festa. Tot seguit començà una cerimònia llarga i variada. El Prelat ungia l'ara de l'Altar Major i les columnes del Temple marcades amb una creu litúrgica. Els clergues cantaven salms i versets. La música omplia de notes el circuit, les nuvolades d'encens, formant gracioses espirals que es dilataven i es perdien, i aital en el temple de Salomó, la majestat del Senyor omplia l'espai, i els fidels veien davallar aquell foc místic, i postrats a terra, adoraven Déu i li cantaven lloances."
Acabada la cerimònia es reuniren els Jurats, Homes de Consell i els clergues de la parròquia, presidits pel Prelat i acordaren de celebrar cada any la festa de la Consagració el vespre de la vigília del dia 30 de juny (Sant Marçal). Així, cada any s'il·luminaria el campanar i, al mig de la Riera, es cremaria una bóta enquitranada (així faria més flama) que proporcionaria el Gremi de Sant Elm. En desaparèixer el gremi, la tradició continua, tot i que actualment la bóta no és enquitranada i es crema junt amb les palmes de Rams i altres andròmines. El fet que es cremi una bóta s'explica perquè, o fou l'última andròmina que quedà després de la construcció de l'església, o bé, perquè dins una bóta era on es guardaven els diners per costejar les obres.
El 1694, les tropes de Lluís XIV, ocupen Girona, el bisbe d'aquesta ciutat es trasllada durant tres anys a Arenys amb tota la cúria, convertint-se així la població en seu episcopal. El 1834, la població, que té una poderosa Comunitat de Preveres, ha estat erigida seu arxiprestal. El 1906 hi té lloc el nomenament de Francesc de Pol i Baralt com a bisbe de Girona.